# Йоган-Бернгард фон Вейсбах
Йоган-Бернгард фон Вейсбах (1665 — 24 серпня/4 вересня 1735) — граф, російський воєначальник і дипломат німецького походження, генерал від кавалерії, генерал-аншеф, київський генерал-губернатор (1731-1735).

## Біографія
Народився у Чехії (Богемія), служив в австрійському війську. 1707 року за пропозицією російського міністра при Віденському дворі барона Генріха фон Гюйсена перейшов на російську військову службу полковником Бєлозерського драгунського полку.  Відзначився виведенням гарнізону без втрат і руйнуванням укріплень Тикочина, взяттям у полон шведського генерал-ад'ютанта Каніфера в сутичці під Смолянами, чим звернув на себе увагу Петра I. Отримав звання бригадира. Відзначився при взятті Ромен, у лютому 1709 в бою біля Рашівки разом з генерал-майором Бемом змусив здатися в полон увесь шведський загін. 
15 червня 1709 року Вейсбах під командуванням генерала Ренне брав участь у нападі на шведські війська, що йшли на Полтаву. Під час Полтавської битви 27 червня 1709 року Вейсбах командував російською кавалерією правого флангу, потім  брав участь у переслідуванні шведського війська до Переволочни, де сталася капітуляція. 9 вересня 1709 року отримав чин генерал-майора. 
1711 року брав участь у прутському поході проти Туреччини. Після поразки та Прутської угоди Вейсбах командував захистом України від набігів кримських татар. 1713 року завдав сильної поразки татарам під Боходуховом. У 1716—17 роках брав участь у діях проти Сандомирської конфедерації на территорії Польщі. 8 лютого 1718 року отримав чин генерал-поручника і командування над Українським корпусом. 
У 1718 р. Йоган-Бернгард фон Вейсбах одержав царську грамоту на володіння колишнього переяславського полковника Мировича. Серед інших він привласнив і село Ряшки як володіння прилуцького полковника Д. Горленка, хоч воно і не належало особисто цьому полковнику. У 1719 р. Вейсбах заснував у селі суконну мануфактуру, найбільшу на Чернігівщині. 
1719 року Вейсбах виконував димломатичне доручення Петра І у Відні. 1720 року був призначений командиром військ у Малоросії (Гетьманщині). З 1723 року — член Військової колегії, 21 травня 1725 року з нагоди шлюбу герцога Голштинського і Анни Петрівни нова імператриця Катерина I нагородила його чином генерала від кавалерії (пізніше став генерал-аншефом). У 1726 році знову очолив Український корпус. 
З вступом на російський трон Анни Іванівни (1730) деякий час командував Низовим корпусом. 1730 року австрійський імператор Карл VI надав йому графський титул. 30 серпня 1730 року нагороджений орденом Святого Олександра Невського. Восени 1730 року Вейсбах як російський міністр брав участь у Гродненському сеймі. 
У листопаді 1731 року став київським генерал-губернатором. Вейсбах був автором проєкта військово-інженерної системи земляних укріплень Українська лінія між Дніпром і Сіверським Дінцем, що була спроруджена у 1731—1733 роках. Під час війни за польську спадщину командував частиною російських військ у Польщі. У 1733 році нагороджений орденом Святого Андрія Первозванного.
1735 року Вейсбах був направлений з 25-тисячним корпусом у похід на Крим, але помер, похований 24 серпня у Полтаві.